# Slam-Poet
Ein Slam-Poet (auch: Poetry-Slammer, Slammer, Bühnendichter) ist ein Verfasser oder geistiger Urheber eines literarischen Werkes der Slam-Poetry, das von ebendieser Person im Rahmen eines Poetry-Slams vorgetragen wird. Im deutschsprachigen Raum lebten 2017 rund 40 bis 50 Künstler hauptberuflich von den Einnahmen ihrer Auftritte, Workshops, Moderationen, Bühnenprogramme, Veröffentlichungen und Auftragsarbeiten, die sich allerdings in der Regel nicht ausschließlich auf die Veranstaltungsform Poetry-Slam beziehen. Aktive deutschsprachige Slam-Poeten absolvieren bis zu 200 Auftritte im Jahr, darunter bei vielen durch Einladungen des Goethe-Institutes auch Auftritte im Ausland. 
Zu den bekanntesten Slam-Poeten gehören die Sieger des Einzelwettbewerbs der deutschsprachigen Meisterschaften wie Jan Philipp Zymny, Bas Böttcher, Sebastian Krämer, Lasse Samström, Philipp Scharrenberg, Sebastian23, Gabriel Vetter, Volker Strübing, Theresa Sperling oder Marc-Uwe Kling. Weitere Slammerinnen und Slammer traten in den vergangenen Jahren mit humoristischen (Julius Fischer, Lars Ruppel, Sandra Da Vina, Torsten Sträter, Daniel Wagner), lyrisch-performativen (Nora Gomringer, Lydia Daher, Pauline Füg, Xóchil A. Schütz, Fabian Navarro), rap-orientierten (Fiva, Gauner, Jan Möbus) oder erzählenden (Sulaiman Masomi, Misha Verollet) Textformen hervor. 